# Herzwerk II
Albums de Megaherz
Querschnitt
(2001) 5
(2004)
Herzwerk II est le quatrième album du groupe de metal industriel allemand Megaherz, sorti en 2002. Il s'agit du dernier fait avec le chanteur Alexx Wesselsky avant son départ avec Noel Pix pour le groupe Eisbrecher.
La dernière chanson Es brennt, qui parle des différences entre RDA et RFA, était initialement incluse dans la version Digi-Pack du disque, mais n'a finalement été éditée qu'en téléchargement en ligne. Cet album a été réédité aux États-Unis en 2008 avec cette quatorzième chanson incluse.

## Liste des pistes
1. Herzblut - 5:18
2. Glas und Tränen - 3:55
3. I.M. Rumpelstilzchen (Unofficial Collaborator Rumplestiltskin) - 4:31
4. 5. März - 4:17
5. F.F.F. (Flesh For Fantasy) - 5:25 (Billy Idol cover)
6. Hand auf's Herz - 3:59
7. Zu den Sternen - 5:14
8. Licht II (Instrumental) - 2:08
9. Heute schon gelebt? - 3:51
10. An deinem Grab' - 6:57
11. Perfekte Droge - 4:27
12. Spiel' nicht… - 4:41
13. Gold - 5:11
14. Es brennt - 4:03 (Limited digipak uniquement)